# Marco Mathis
Marco Mathis (* 7. April 1994 in Tettnang) ist ein ehemaliger deutscher Radrennfahrer, der auf Straße und Bahn aktiv war.

## Sportliche Laufbahn
Als Junioren- und Nachwuchsfahrer war Mathis außer im Straßenradsport auch auf der Bahn und im Cyclocross aktiv. 2010 wurde Mathis bei der Querfeldmeisterschaft der Jugend deutscher Vizemeister. 2012 entschied er eine Etappe des Juniorenrennens Tour de la Région de Lodz für sich und belegte in der Gesamtwertung der Internationalen 3-Etappen-Rundfahrt Rang drei.
Von 2013 bis 2016 startete Mathis auf der Straße für das UCI Continental Team rad-net Rose. Bei den Deutschen Bahnmeisterschaften 2013 wurde er gemeinsam mit Christopher Muche deutscher Vizemeister im Zweier-Mannschaftsfahren und im Jahr darauf Dritter mit Pascal Ackermann. 2015 belegte er gemeinsam mit Kersten Thiele, Michel Koch und Maximilian Beyer Platz zwei in der deutschen Meisterschaft der Mannschaftsverfolgung.
Bei den Deutschen Meisterschaften 2016 war Marco Mathis der erfolgreichste Sportler im Ausdauerbereich: Er errang drei Medaillen, jeweils eine goldene in der Einer- und in der Mannschaftsverfolgung (mit Maximilian Beyer, Leif Lampater und Lucas Liß) sowie eine silberne im Punktefahren. In der Mannschaftsverfolgung fuhr sein Team im Cottbuser Radstadion mit 4:08,891 Minuten einen neuen Bahnrekord. Wenige Wochen zuvor hatte er bei den Deutschen Straßen-Radmeisterschaften Rang drei im Einzelzeitfahren der U23 belegt. Im Oktober 2016 wurde Mathis Weltmeister im Einzelzeitfahren der U23.
Hierauf erhielt er für die Jahre 2017 und 2018 einen Vertrag beim UCI WorldTeam Katusha Alpecin und widmete sich vollständig dem Straßenradsport. Zur Saison 2019 wechselte er zum Professional Continental Team Cofidis und wurde 14. des Grand Prix de Denain, einem Eintagesrennen hors categorie.
Zur Saison 2019 wechselte Mathis zum französischen Team Cofidis. Bei den Straßeneuropameisterschaften 2019 errang Marco Mathis mit der deutschen Mannschaft die Silbermedaille in der Mixed-Staffel. Er bestritt den Giro d’Italia 2020 und beendete diese Grand Tour als 130. der Gesamtwertung.
Nachdem Mathis ab der Saison 2021 keinen Vertrag mit einem Straßenteam angeboten bekam, das seinen Vorstellungen entsprach, kündigte er an, sich vermehrt dem Bahnradsport widmen zu wollen. 2021 gelang ihm sein Comeback auf der Bahn als Mitglied deutschen Vierers, der beim Lauf des Nations’ Cup im Mai in Hongkong die Mannschaftsverfolgung gewann. Im Juni 2021 schlug der Bund Deutscher Radfahrer Mathis als Ersatzfahrer zur Teilnahme an den Olympischen Spielen 2021 in Tokio vor, aber er wurde nicht nominiert. Zum Ende des Jahres 2021 beendete er seine Karriere als aktiver Radsportler.

## Erfolge
2014
- U23-Europameisterschaft – Mannschaftsverfolgung (mit Sebastian Wotschke, Domenic Weinstein und Leon Rohde)

2015
- Deutscher Meister – Mannschaftszeitfahren

2016
- Weltmeister (U23) – Einzelzeitfahren
- Deutscher Meister – Einerverfolgung, Mannschaftsverfolgung (mit Maximilian Beyer, Leif Lampater und Lucas Liß)
- Deutscher Meister – Mannschaftszeitfahren

2019
- Europameisterschaft – Mixed-Staffel

2021
- Nations’ Cup in Hongkong – Mannschaftsverfolgung (mit Felix Groß, Theo Reinhardt, Leon Rohde und Domenic Weinstein)